# Влодек Петро Панасович
Отець Петро Влодек (9 січня 1924, Оженин, Волинське воєводство, Польська Республіка — 7 жовтня 2017, Луцьк, Україна), священнослужитель Української православної церкви (Московського патріархату), митрофорний протоієрей, професор богослов'я, перший ректор відродженої Київської духовної семінарії (1989—1991).

### Життєпис
Народився в сім'ї вчителя села Оженіно Острозького повіту Волинського воєводства. Його дитинство випало на складні для Православ'я роки перебування українських земель у складі католицької Польщі. Попри всі складнощі, він ще у дитинстві твердо вирішив стати православним священником.
Згодом, коли на Волинь вдруге прийшла Світова війна, Петро Влодек став слухачем пастирських курсів при Свято-Успенській Почаївській Лаврі, згодом він успішно пройшов іспит на священника.
З 1944 по 1945 воював як солдат радянського війська і був очевидцем історичної зустрічі на Ельбі. Війну завершив під стінами рейхстагу у травні 1945 року, з численними нагородами — орденами та медалями.
З 1946 по 1948 роки Петро Влодек навчався у Волинській духовній семінарії, з 1948 по 1952 — у Московській духовній академії, де здобув вищу богословську освіту та ступінь кандидата наук.
Після закінчення академії направлений викладачем у рідну семінарію, де згодом став інспектором. З 1962 по 1964 рр. — ректор семінарії. Ревно обороняв волинську семінарію від закриття радянською владою. Опісля протоієрей Петро виконував пастирські послухи за кордоном: 6 років у Берлінському кафедральному соборі та 8 років настоятелем Едмонтонської парафії у Канаді.
Напередодні святкувань тисячоліття Хрещення Русі священник повернувся у Київ і протягом декількох років виконував обов'язки керуючого справами Українського екзархату. З 1989 року він перший ректор відновленої Київської духовної семінарії. У 1991-му повернувся на Волинь, через рік очолив Волинську духовну семінарію, яка після передачі її приміщень до УПЦ КП, розміщувалася у одній кімнаті. Очолюючи духовну школу у такий критичний момент, він повністю відновив навчальний процес (з 1993-го семінарія отримала у тимчасове користування нове приміщення).
Протоієрей Петро Влодек відомий в Україні як перший упорядник Закону Божого, написаного українською мовою. У 2003-му році він видав новий підручник для дітей молодших класів, багато конспектів та посібників з історії Церкви, що сьогодні використовуються у духовних школах УПЦ (МП).
13 грудня 2009 року, ректор КДАіС архієпископ Бориспільський Антоній (Паканич) оголосив рішення Вченої Ради КДА від 10 грудня 2009 року, згідно з яким першому ректору відродженої семінарії протоієрею Петру Влодеку присвоїли почесне звання доктора Honoris Causa.
З 2010 року отець Петро Влодек став Почесним громадянином Волині.
Помер 7 жовтня 2017 в Луцьку.